# Athens, Tennessee
Athens är administrativ huvudort i McMinn County i Tennessee. Orten har fått sitt namn efter Aten. Vid 2010 års folkräkning hade Athens 13 458 invånare.

## Kända personer från Athens
- John Tyler Morgan, militär och politiker